# Cubanops glochidiosus
Espèce
Cubanops glochidiosus est une espèce d'araignées aranéomorphes de la famille des Caponiidae.

## Distribution
Cette espèce est endémique de la province de Santiago de Cuba à Cuba,. Elle se rencontre vers Santiago de Cuba.

## Description
Le mâle holotype mesure 2,25 mm.

## Systématique et taxinomie
Cette espèce a été décrite par Sánchez-Ruiz et Bonaldo en 2024.

## Publication originale
- (en) Sánchez-Ruiz et Bonaldo, « Four new spider species of Cubanops Sánchez-Ruiz, Platnick & Dupérré from eastern Cuba (Araneae: Caponiidae) », Zootaxa, no 5448 (4),‎ 2024, p. 569-580